# Gerhart-Hauptmann-Museum (Hiddensee)

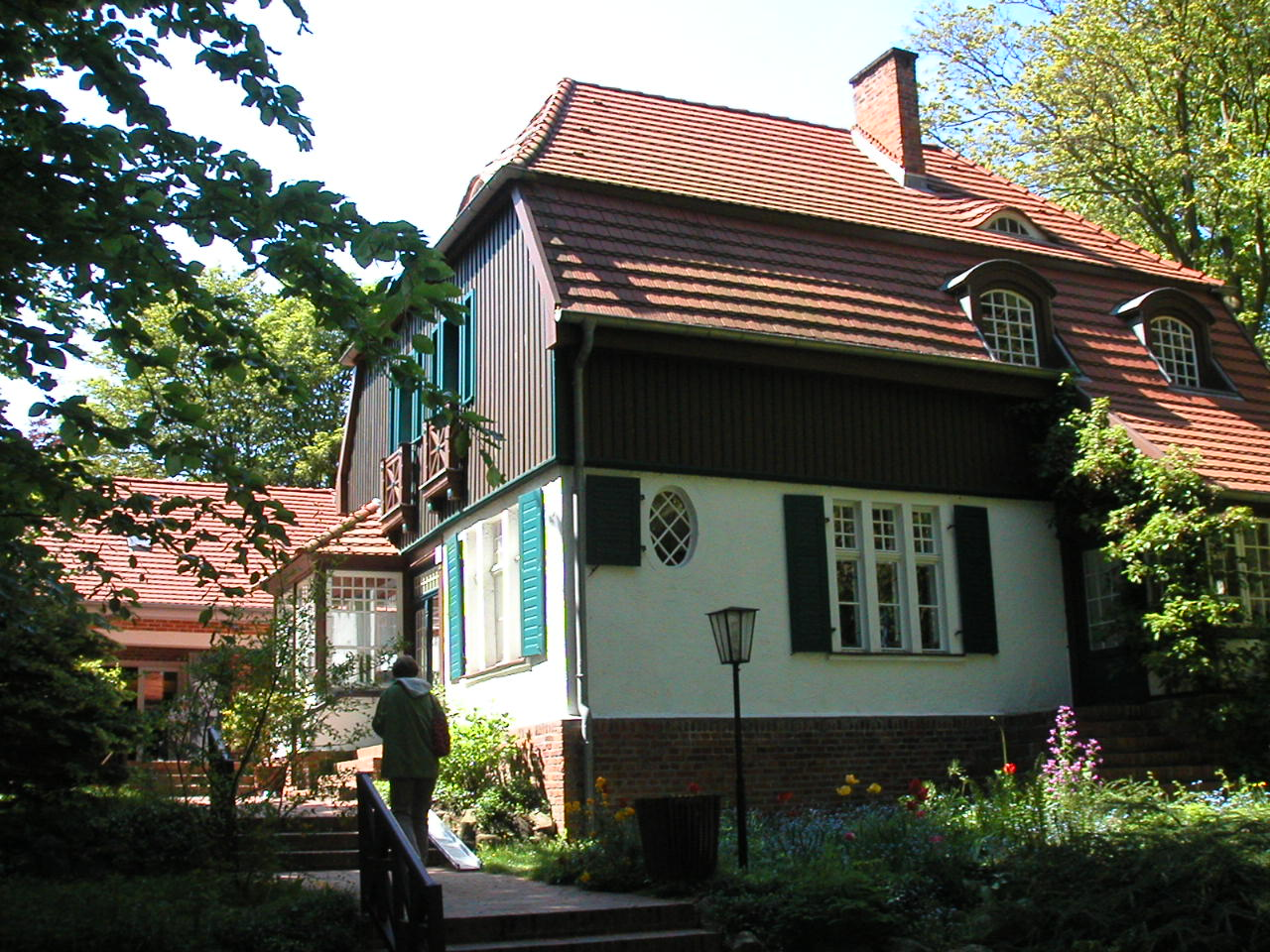
Haus Seedorn auf Hiddensee

Das Gerhart Hauptmann Museum Hiddensee gehört zu einem Museumsverbund mit Gedenkstätten in Agnetendorf, Erkner, Radebeul und Schreiberhau.
Gerhart Hauptmann kaufte 1930 das Haus „Seedorn“ in Kloster auf der Insel Hiddensee und verbrachte bis 1943, da war er 81 Jahre alt, mit seiner Frau Margarete jeden Sommer auf der Insel.
Zum 10. Todestag des Dichters richtete man 1956 im Haus, das sich noch in dem Zustand befindet, wie es Gerhart Hauptmann bewohnte, eine Gedenkstätte und später ein Museum ein. Der Sommerwohnsitz ist eines der wenigen noch im Originalzustand erhaltenen Dichterhäuser. Arbeits- und Abendzimmer, die Schlafräume, Kreuzgang und Weinkeller, Terrasse und Park vermitteln, wie der Künstler auf der Insel lebte. Auf Leben und Werk des Dichters wird in zwei kleinen Vitrinen eingegangen.
Auf dem kleinen Inselfriedhof befindet sich das Grab Gerhart Hauptmanns, der in 1946 im inzwischen polnisch verwalteten Schlesien starb. Sein in eine Mönchskutte gekleideter Leichnam wurde in einem Sonderzug und weiter per Schiff nach Hiddensee überführt. Dieses Ereignis wurde von Seiten der SED emotional aufgeladen, um Hauptmann, der eigentlich deutschnational dachte, zu einem Vorkämpfer für die Ideen des Marxismus zu deklarieren.

## Baugeschichte

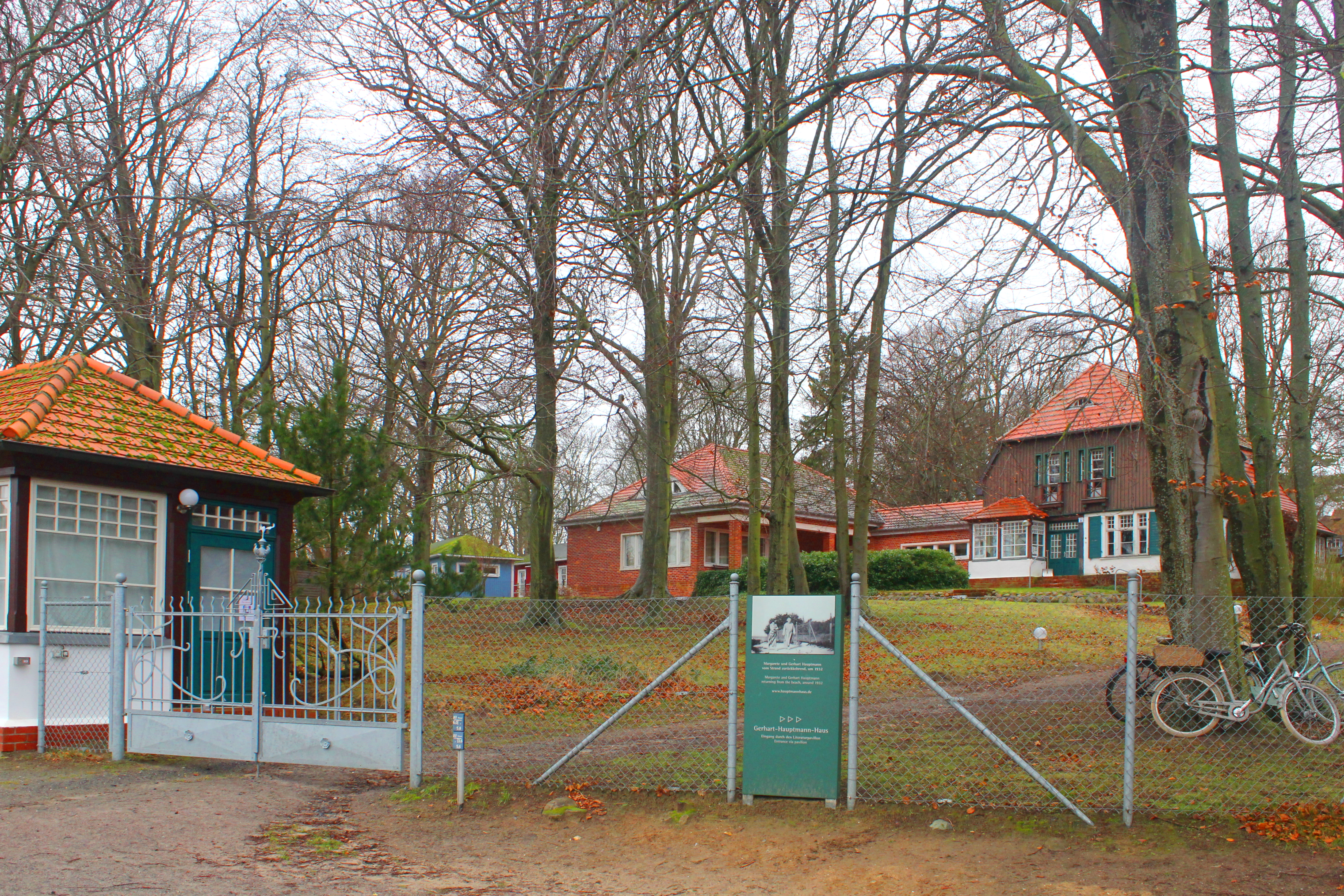
Gerhart Hauptmann Haus: Blick auf das Grundstück

1920 ließ der Berliner Glasfabrikant Modler das Haus für seine Freundin, ein Fräulein Rath, bauen. Nach Fertigstellung musste er dem ursprünglich schlichten kubischen Bau einige ortstypische Bauformen (Walmdach, Veranden) hinzufügen. Hauptmann hatte das Haus in den Zwanziger Jahren gelegentlich schon als Sommerhaus gemietet und es schließlich 1929 für 32 000 Reichsmark von der Gemeinde Kloster gekauft. Er beauftragte den Dresdner Architekten Arnulf Schelcher, das Haus zu erweitern. Schelchers einstöckiger Erweiterungsbau (Arbeits- und Speisezimmer) mit Weinkeller (der ursprüngliche Bau hat nur einen Kriechkeller) wurde durch einen sogenannten Kreuzgang mit dem  zweistöckigen Gebäude aus dem Jahr 1920 verbunden.

## Rundgang durch das Gerhart-Hauptmann-Haus
Die Eintrittskarten erwirbt man in einem neu gebauten Pavillon, der einen Museumsshop mit Literatur, vor allem zu Hauptmann und Hiddensee, anbietet. Von dort führt ein Zugang zunächst zum älteren Teil der Villa Seedorn.
Das Haus wird im Erdgeschoss durch einen kleinen mit Informationstafeln zu Hauptmanns Leben und Wirken versehenen Vorbau betreten, der direkt vor der Wohndiele liegt. Hier nahmen die Hauptmanns das Frühstück ein. Direkt angrenzend befindet sich die nicht zu besichtigende Küche. Der von Hauptmann mit historischen Stichen (Kupferstiche von Stadtansichten und Bauwerken) geschmückte Kreuzgang führt in den neueren Teil der Villa. Er wurde 1930/31 gebaut, um die beiden Gebäudeteile miteinander zu verbinden. Hauptmann ging während des Diktierens an seine Sekretärin Elisabeth Jungmann in ihm gern auf und ab. Am Ende des Kreuzgangs stand der Esstisch, an dem die Abendgäste empfangen wurden. Von hier gelangt man direkt in das Arbeitszimmer Hauptmanns oder über eine schmale Treppe in den direkt unter dem Kreuzgang befindlichen Weinkeller. Zurück in die Wohndiele kann man über eine Treppe in das Obergeschoss gelangen. Vom Flur des Obergeschosses sind die beiden nach Süden gelegenen Schlafzimmer von Gerhart und Margarete Hauptmann von den geöffneten Türen aus einsehbar. Auf die Terrasse vor dem Arbeitszimmer gelangt man nur von außen.

## Bildergalerie

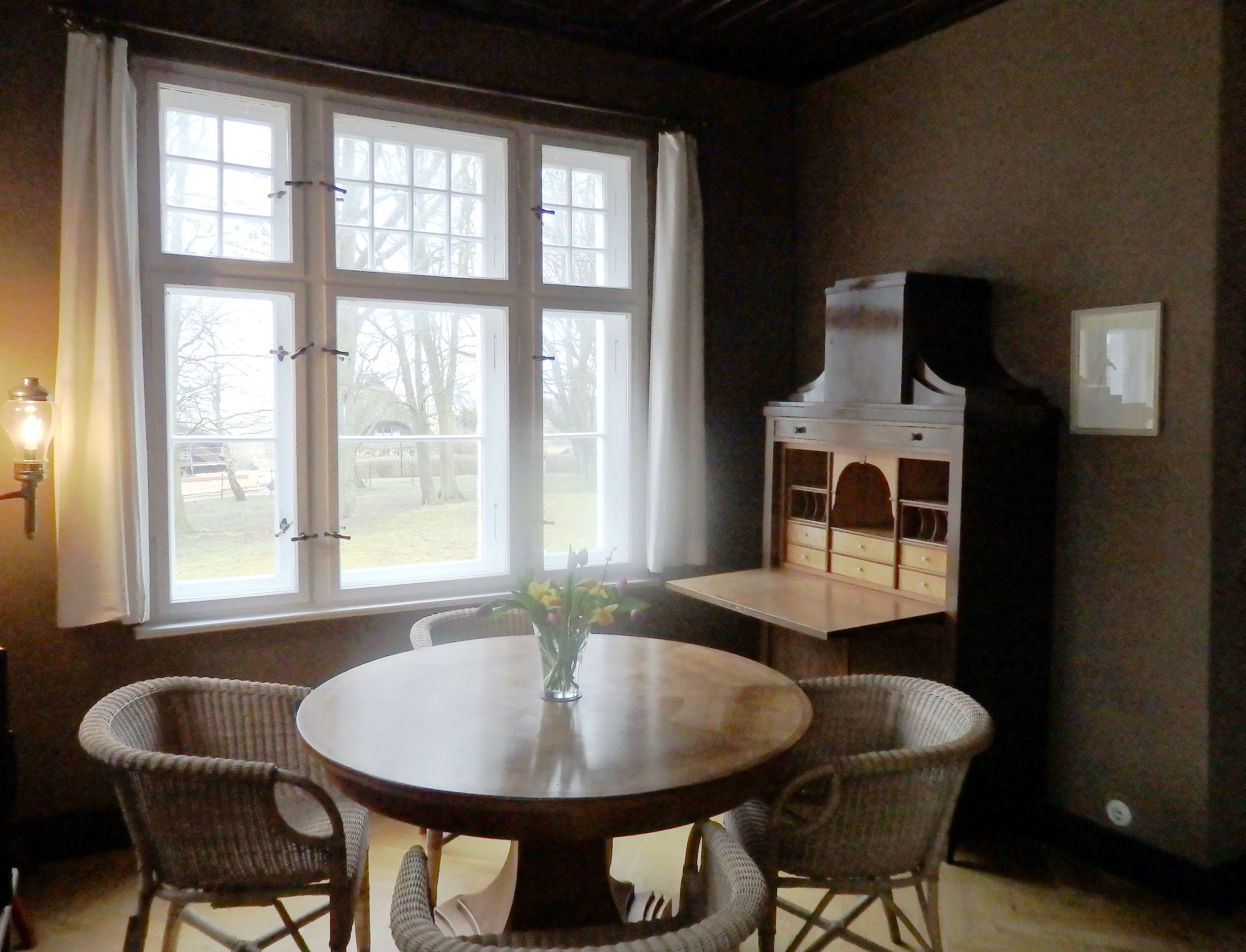
Wohndiele in der Villa Seedorn
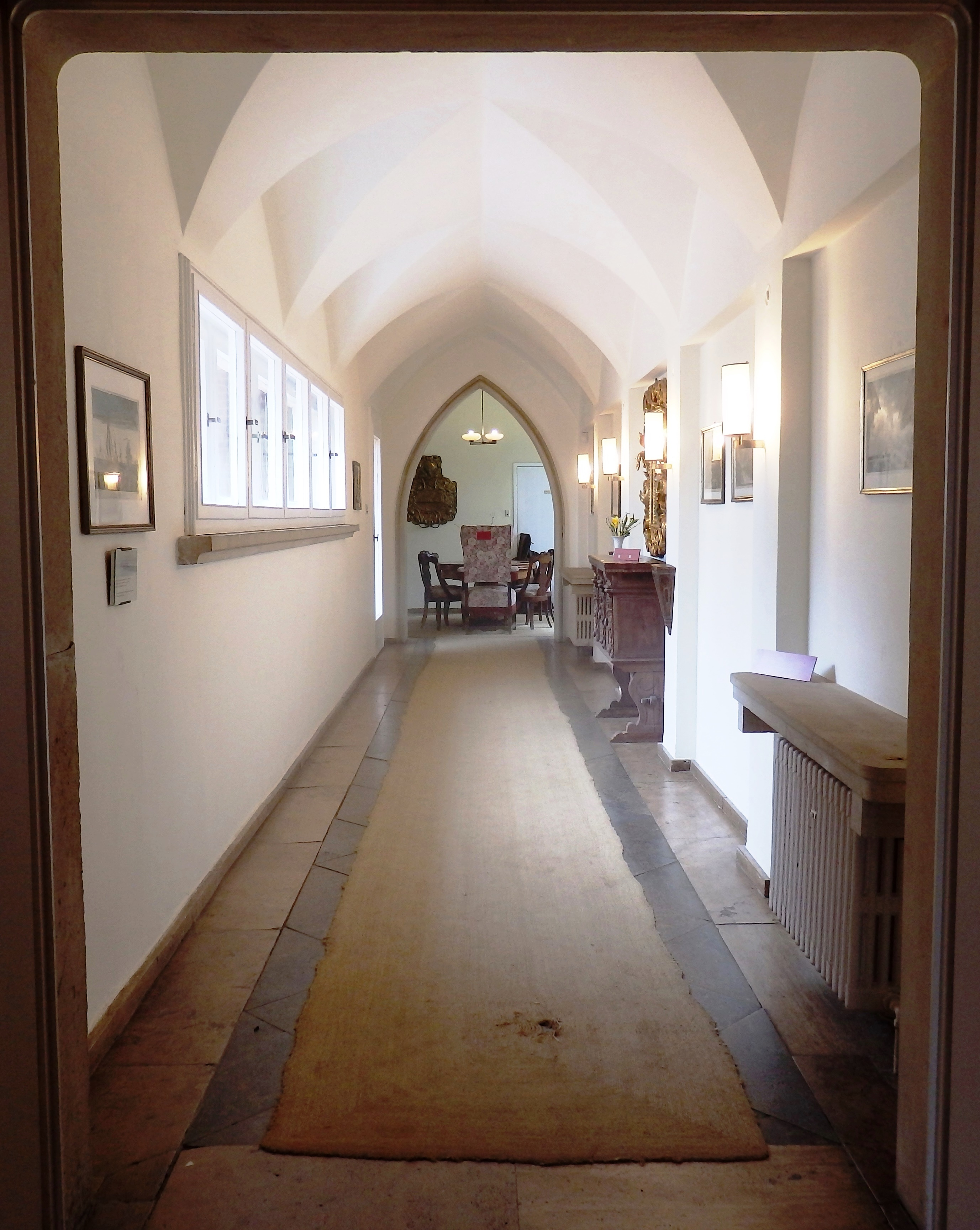
Kreuzgang in der Villa Seedorn
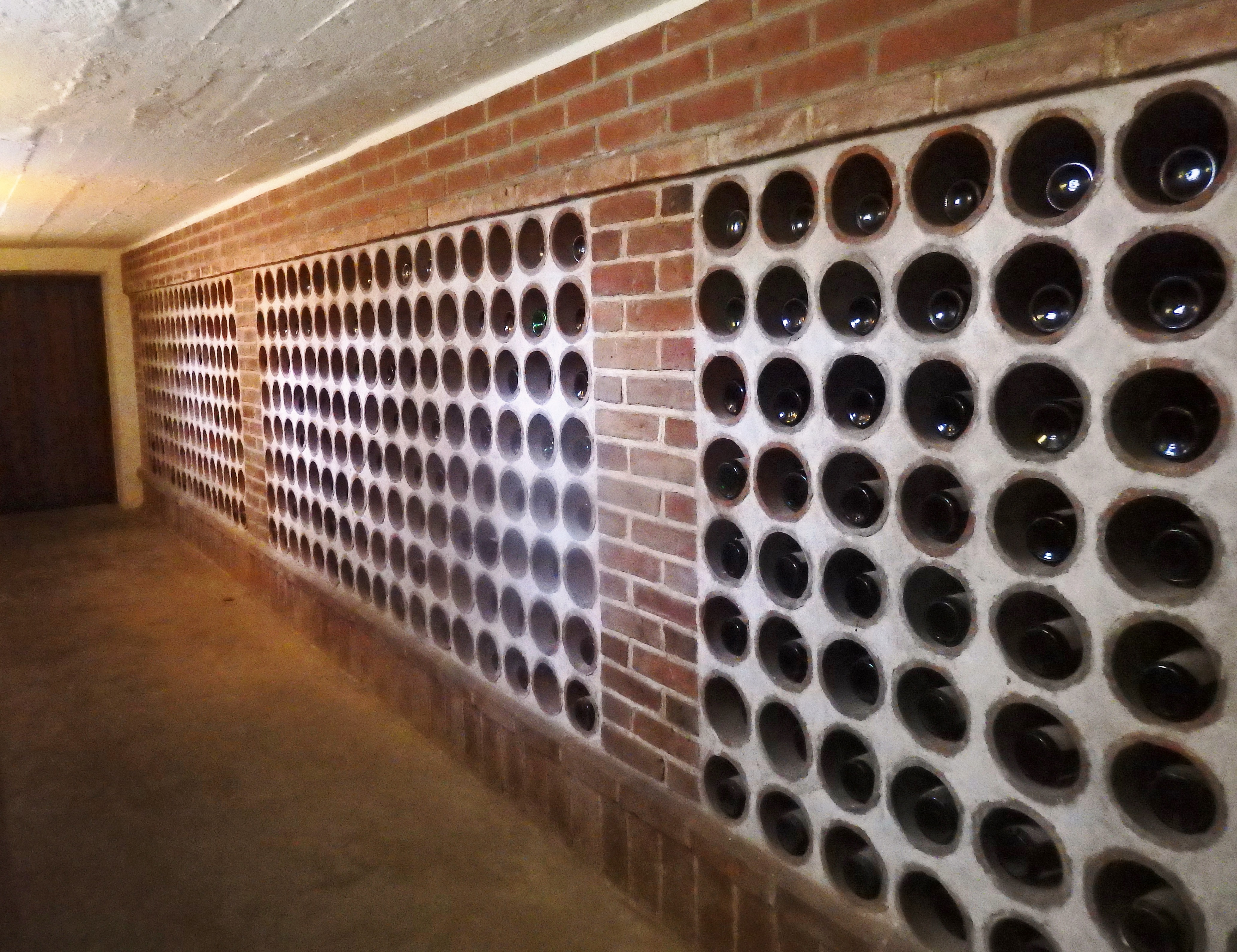
Weinkeller in der Villa Seedorn
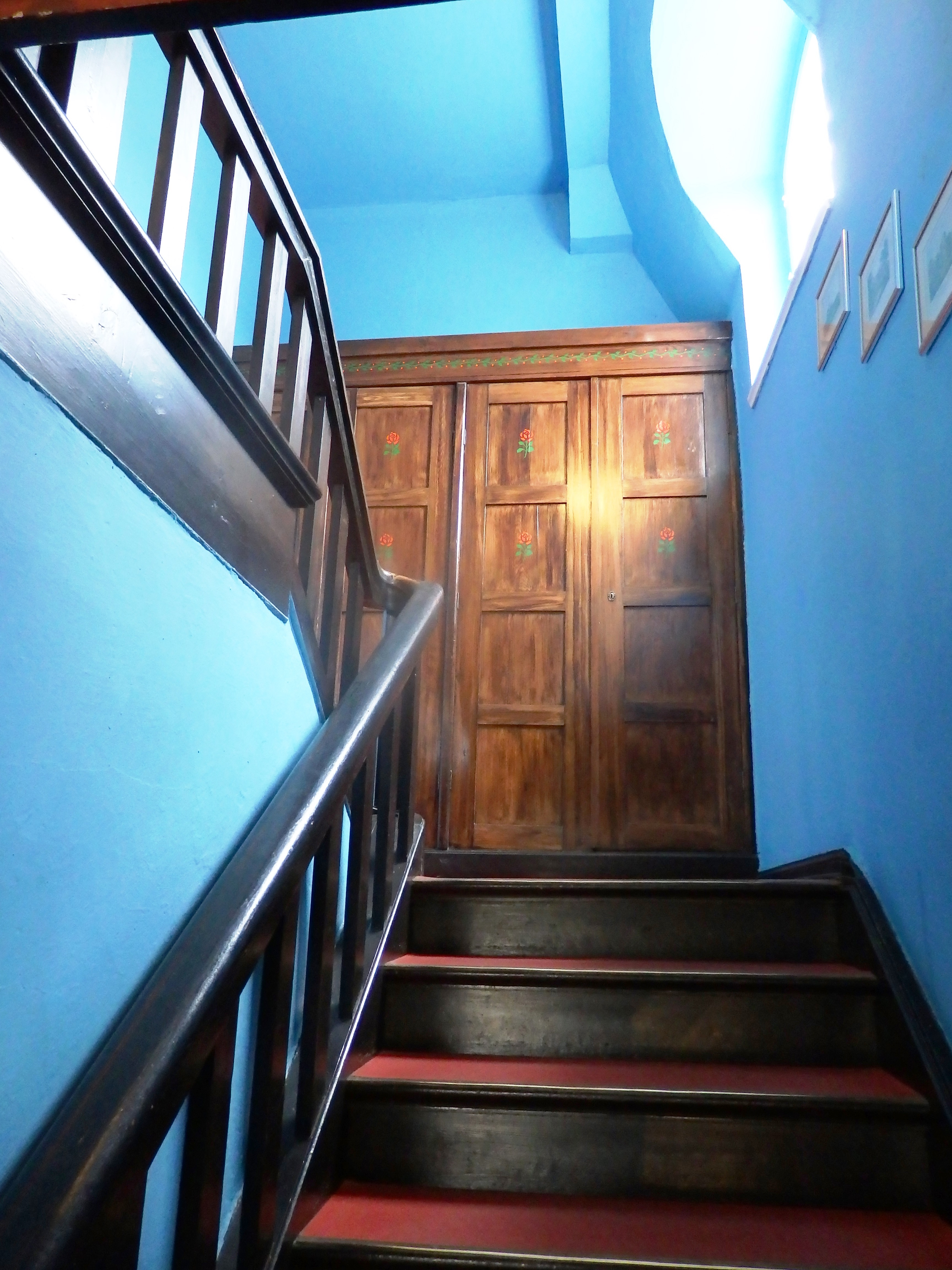
Treppe vom EG in das OG
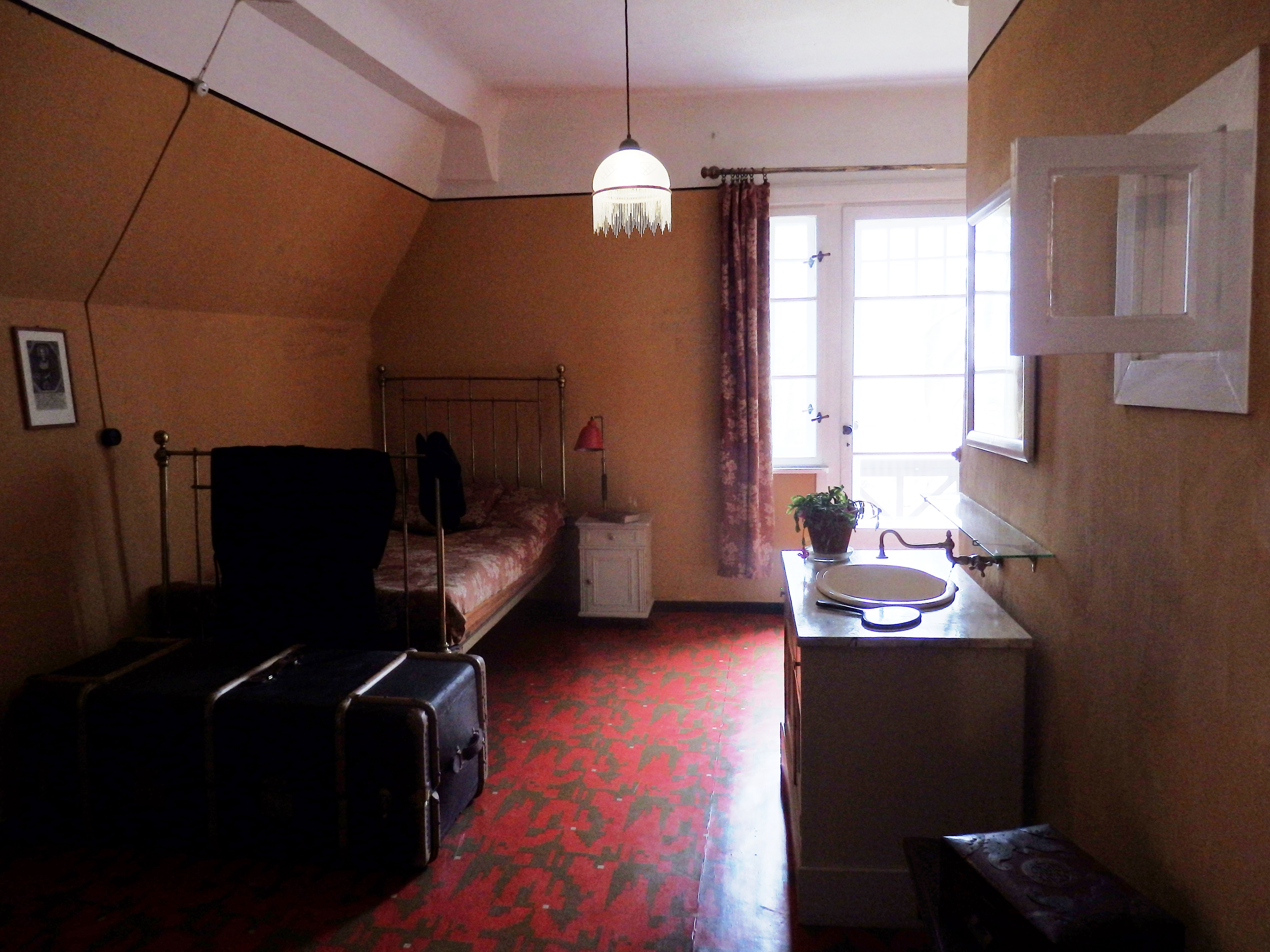
Gerhart Hauptmanns Schlafzimmer
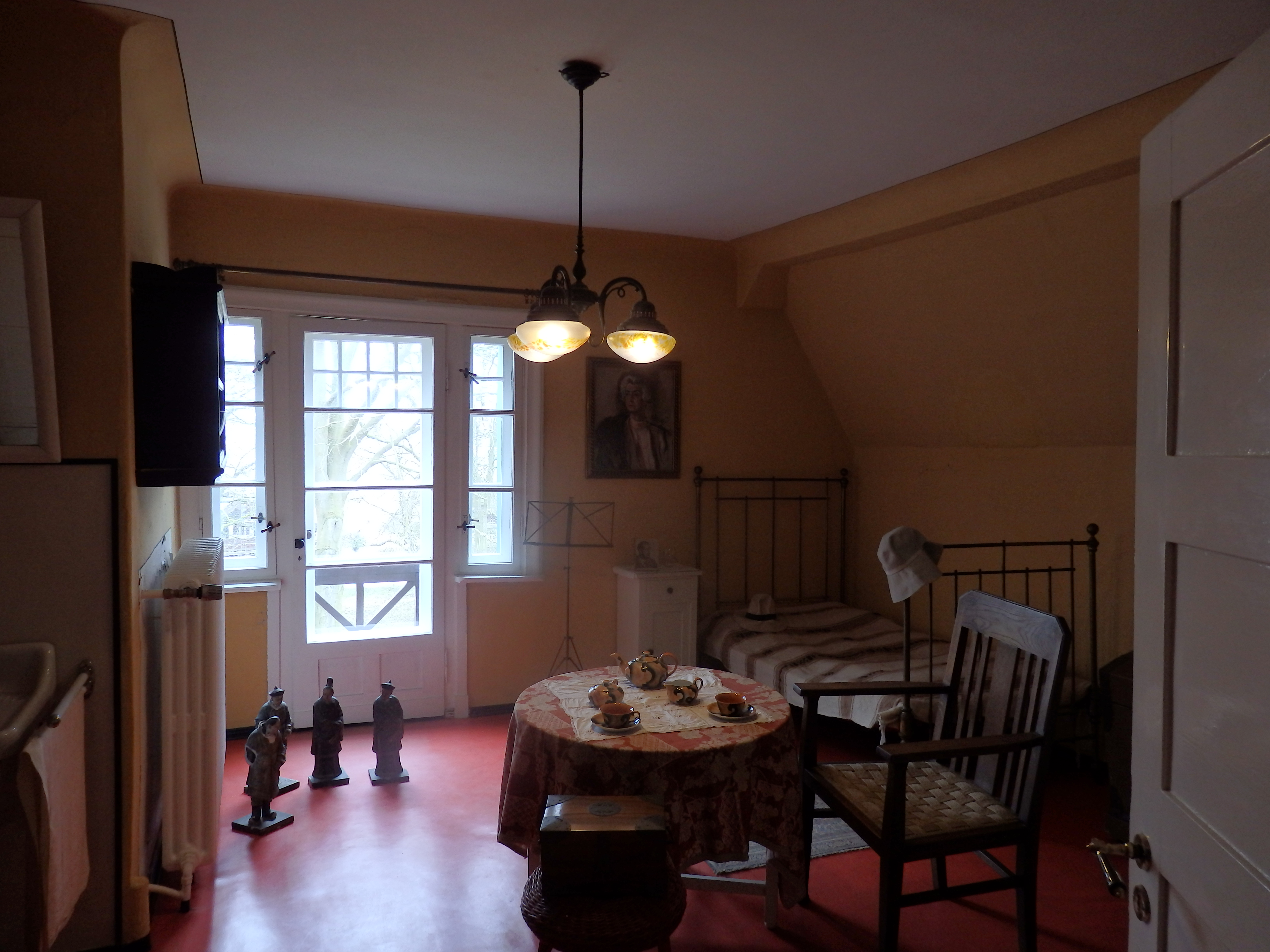
Margaretes Schlafzimmer